# 李王家
李王家（りおうけ、이왕가、イワンガ）は、李成桂（太祖）が1392年に朝鮮王位に就いたのに始まり、以降518年にわたり李氏朝鮮王家、大韓帝国皇帝家として続いた家。1910年の韓国併合でその地位を失い、日本の王公族に転じて皇族に準じる待遇を受けた。第二次世界大戦後の日本国憲法施行に伴ってその身分を失い（身位喪失）、サンフランシスコ平和条約発効後は日本国籍からも離脱した。

## 歴史

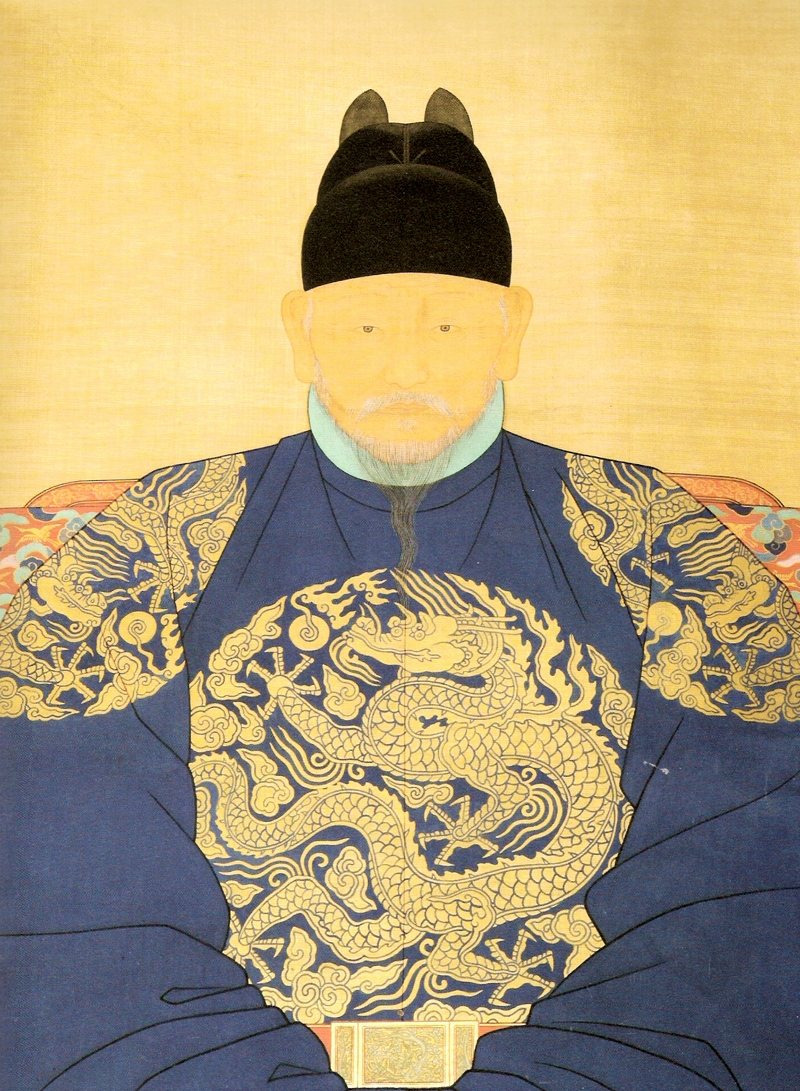
初代国王の太祖李成桂

### 出自
15世紀の頌詠歌集『龍飛御天歌』や『太祖実録』巻一・総書（以下「総書」）によれば、李王家の先祖は、朝鮮半島南部全羅道全州に住する全州李氏であるという。
李王家の先祖の動向を最も詳述している「総書」によれば、李氏朝鮮初代国王李成桂（太祖）の高祖父李安社は、地方官との不和により全州を追われ、170余戸の民を率いて三陟を経て東北面の宜州へ逃れ、当地で高麗から宜州・高州兵馬使に任じられたが、侵入してきたモンゴル軍に投降。その後南京の斡東に移住して、モンゴルから南京等処五千戸所首千戸兼ダルガチに任じられた。安社の死後に跡を継いだ子の李行里（李成桂の曽祖父）は、周辺の女真族から攻められたため再び宜州へ戻り、1300年に元朝から管領双城等処高麗軍民ダルガチに任じられた（双城等処とは元朝が高麗東北辺境地域に設置していた双城総管府のこと）。その子李椿（李成桂の祖父）の代に咸州へ移住。その子李子春（李成桂の父）の代の1356年に高麗王恭愍王による双城攻略があり、その際に高麗に内応して元朝から高麗に乗り換えたという。
しかし池内宏はこの「総書」をはじめとした李成桂の父祖の事績を伝える伝世史料は加筆や潤色を大量に行っているため信用に値しないとしている。池内によれば「総書」の記述の中で傍証が取れて史実と確認し得るのは、李成桂の祖父である李椿の実在と、父である李子春が双城の千戸であったことのみだという。
李王家が全州李氏の子孫であるという話も確証はない。分かっていることは李王家は朝鮮半島北部咸鏡道において女真族を支持基盤に勢力を拡大した地方豪族であり、李成桂の父の代まで元朝に仕えていたということだけである。そのため李王家が全州李氏の子孫というのは仮冒で、実際には女真族、あるいはモンゴル軍閥の出自ではないかとする説もある。

### 李成桂が国王となった経緯
咸鏡道の豪族で高麗末期の武将である李成桂は武勇に優れ、1363年には高麗首都開京（開城）を占領していた中国の紅巾軍を討ち破り、ついで高麗国王恭愍王（在位1351年-1374年）の反元親明政策に従って元軍を朝鮮半島から追い出した。また倭寇討伐にも戦功を上げた。
しかし恭愍王の崩御後に高麗はふたたび親元政策に転換。李成桂も遼東半島の明軍と戦う遠征軍に従軍したが、親明派だった彼は1388年に鴨緑江下流の威化島で軍を引き返し（威化島回軍）、開城を制圧して国王王禑（在位1374年-1388年）と武人政治家崔瑩を排除。その後曹敏修が擁立した昌王（在位1388年-1389年）も廃して、恭譲王（在位1389年-1392年）を擁立し高麗の政治・軍事の実権を掌握し、親明政策に転換させた。
高麗政府の中枢となった李成桂は、土地制度改革によって旧特権層の貴族の地盤を切り崩すことで新興官僚層である改革派両班の支持を固め、1392年に恭譲王を追放して自ら国王に即位し、翌年に国号を「朝鮮」、漢陽（後の漢城、現ソウル）を都と定めた。

### 朝鮮国王・韓国皇帝として
初め李王家の王権は不安定であったが、第3代国王太宗（在位1400年-1418年）の代までには貴族の私兵の廃止、朱子学による思想統制、官僚制度の整備などによって王権はおおむね安定を示すようになった（ただし李朝の王権には絶対的権力はなく、政治は基本的に高級官僚による合議制に依った）。第4代国王世宗（在位1418年-1450年）から第9代国王成宗（在位1469年-1494年）にかけて国力が伸長し、領土は鴨緑江・豆満江まで拡大した。

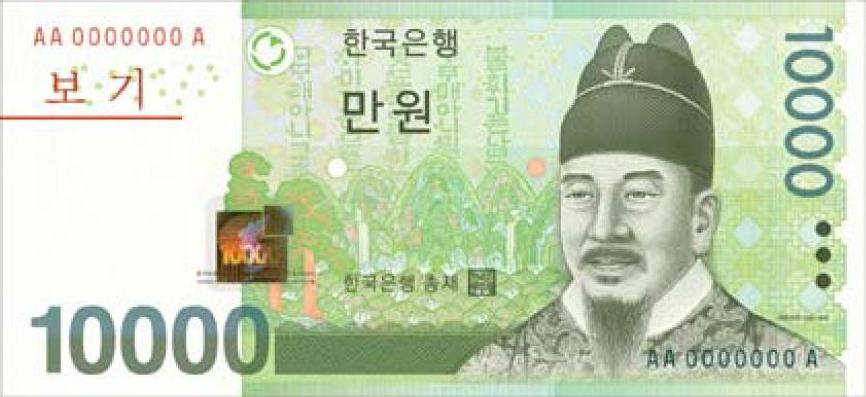
世宗がデザインされた韓国の紙幣

特に世宗は歴代国王最大の名君とされ、中央集権体制を整えて王権の強化を図るとともに、朝鮮王朝を通じて基本的な統治規範となった『経国大典』を編纂させた。唐の制度にならって政治を学問的に支える集賢殿を設置させて学問を盛んにするなど文化事業も熱心に行い、訓民正音 （ハングル） を制定したのも彼だった。
14代国王宣祖（在位1567年‐1608年）の代の1592年から1598年にかけて日本の豊臣秀吉軍が侵入（壬辰・丁酉倭乱/文禄・慶長の役）。戦火で多くの人命が喪失し、国土は荒廃し、文化財は焼失したり日本に持ち去られるなど甚大な被害を受けた。民衆の義兵や李舜臣指揮下の水軍の活躍、明の援軍などによって日本を撤退させることには成功したものの、続いて16代国王仁祖（在位1623年-1649年）の代の1627年と1636年の二度にわたって清が侵入し（丁卯・丙子胡乱）、敗北して征服された。朝鮮はそれまで明の冊封を受けてきたが、以降清の冊封を受けるようになった。
21代国王英祖（在位1724年-1776年）と22代国王正祖（在位1776年-1800年）の時代には王権が伸長して政治的安定期が到来したことで、各種制度の改革や書物の刊行などが盛んになった。そのため両王は文治政治を進めた文芸復興の王として名君視されており、この時代を「英正時代」とも呼ぶ。一方で18世紀には清を通じて西洋の学問が入ってくるようになっていたが、李王家はキリスト教を邪学として禁教にし弾圧を行った。
西洋に対しては長らく鎖国体制を取ってきたが、19世紀半ば以降になると西洋列強諸国や近代化を進める日本の圧力が強まり、1876年の江華島事件を契機として日本から不平等条約日朝修好条規の締結を迫られて開国。その後西洋列強からも不平等条約の締結を迫られ開国を余儀なくされた。

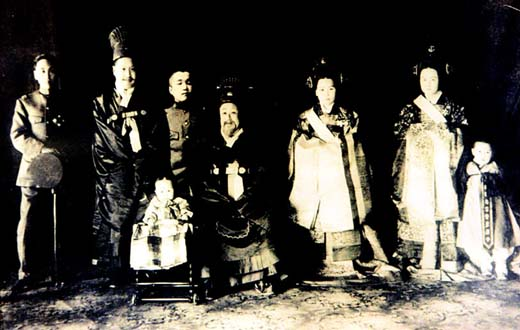
26代国王高宗と家人

国内も不安定化していき、1894年には東学を紐帯とした民衆の反乱東学党の乱（甲午農民戦争）が発生。日清両国はその鎮圧を口実に出兵し日清戦争が勃発。敗れた清は朝鮮への宗主権を喪失し、1897年に第26代国王高宗（在位1863年-1907年）が大韓帝国皇帝となり清から独立。清に代わり、日本とロシアが競って朝鮮に支配力を及ぼすようになったが、1905年の日露戦争に日本が勝利したことでロシアは勢力を失い、第二次日韓協約により外交権を日本に接収された。1907年に高宗は第二次日韓協約の不当性を国際社会に訴えようとハーグ密使事件を起こしたが、日本の怒りを買い高宗は譲位させられ純宗（在位1907年-1910年）が皇帝に擁立された。第三次日韓協約で司法権・警察権も日本に接収された後、1910年に韓国併合ニ関スル条約が締結されて正式に韓国は日本に併合された。
ここに李王家は朝鮮国王・韓国皇帝としての518年の歴史に幕を閉じた。

### 日本の王公族として
1910年（明治43年）の韓国併合ニ関スル条約は、その第3条で「日本国皇帝陛下は韓国皇帝陛下太皇帝陛下皇太子殿下並其の后妃及後裔をして各其の地位に応し相当なる尊称威厳及名誉を享有せしめ且之を保持するに十分なる歳費を供給すへきことを約す」（片仮名を平仮名に改める）として、韓国皇帝以下韓国皇族に対し、相応の待遇や称号付与をすることを定めていた。また第4条ではそれ以外の韓国皇族についての類似の規定をしていた。この条約に基づき、韓国皇帝・皇太子・前皇帝を「王族」、皇帝近親者を「公族」とした王公族が設立された。王族の家長は「王」の称号を使用し、王の長子は「王世子」の称号を使用した。公族の家長は「公」の称号を使用した。
具体的には初代韓国皇帝高宗は李太王、2代韓国皇帝純宗は李王、皇太子李垠は王世子。高宗の五男李堈および高宗の兄李熹（李載冕）は、公となった。
高宗（李太王）、純宗（李王）が存命の頃には皇族と王公族の関係は明文がなく曖昧だった。彼らは非皇族ながら皇族のような待遇で扱われ、これは朝鮮人への懐柔策の面が多分にあった。しかし純宗が死去した後の1926年（大正15年）に制定された王公家軌範では、王公族は日本の皇族に次ぐ（王公家規範第40条）と規定され、王公族が皇族ではないことが強調された。この王公家軌範制定に際して宮内省が王公族を皇族に準ずる存在として王公家軌範を皇室令で定めようとしたのに対し、枢密院は王公族は本来の皇族ではないので王公族の身分を皇室令で定めるのは不当と主張して対立し、結局枢密院の意見が通り、法律によって皇室令に委任する形式となり、皇族に準ずる点よりも皇族ではない点が強調される結果となった経緯があった。
1926年になって王公族が皇族ではなく、その格下であることが明文化されたのは、朝鮮人（特に独立運動家）の間で旧朝鮮王室に対する関心が薄くなっていたため、旧朝鮮王室に配慮する必要があまりなくなっていたことが背景として考えられる。たとえば大韓民国臨時政府が制定した臨時憲章を見ると1919年時には「大韓民国は旧皇室を優待する」という条文があるが、1925年時には削除されている。併合前に日本に抵抗した高宗はすでに死去しており、純宗も余命幾ばくもなく、その跡を継いで李王となった李垠も韓国皇帝になることがなかった人物なので朝鮮人には馴染みが薄く、朝鮮人の旧王室への関心はこの頃から薄くなったのだと考えられる。
王公族男子は皇族男子と同様にノブレス・オブリージュの精神により軍に入隊することになっていた。叙勲で比較すると王は皇族の親王、公は皇族の王と同じ扱いになっていた。
李王家の本邸は京城府（現ソウル特別市）にある昌徳宮だったが、東京の麹町区紀尾井町1番地にも邸宅があった。東京の邸宅は後に赤坂プリンスホテルになっている。李鍵公家と李鍝公家は、渋谷区常磐松町101番地上に東京の邸宅があった。
王公族の家政を司る機関として李王職が置かれていた。宮内大臣の管理に属する外局だが、京城に置かれていたため朝鮮総督府が監督していた。李王職は旧大韓帝国の宮内府を引き継ぐ組織であったため、大正時代までは朝鮮人が代々長官を務めた。
1947年（昭和22年）5月3日に施行された日本国憲法第14条で「華族その他の貴族の制度は、これを認めない。」と定められたことで、王公族は華族や朝鮮貴族とともにその身分を失うと同時に、外国人登録令施行により「外国人」として扱われることとなり、1952年（昭和27年）4月28日のサンフランシスコ平和条約発効後は日本国籍から離脱した者として扱われた。

#### 日本の皇族・華族との婚姻

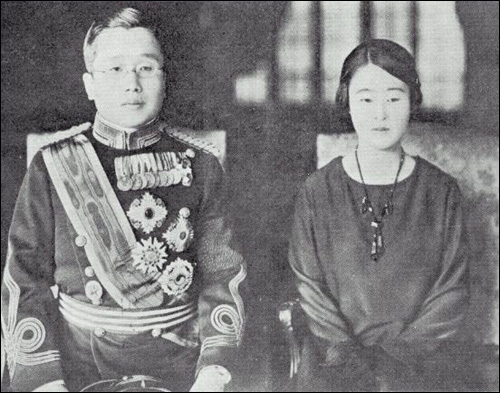
1923年の王世子李垠とその妃で梨本宮守正王王女の李方子（結婚に伴う臣籍降下前は方子女王）

1920年（大正9年）には純宗の王世子（併合前は皇太子）で日本留学中の李垠と学習院在学中の日本の皇族梨本宮守正王王女方子女王が結婚した。日本の朝鮮支配のための政略結婚とされるが、夫婦仲は良好で李垠の妹の李徳恵とも一緒にテニスをするなどして仲良く暮らした。
他に李堈公の跡を継いだ李鍵公が1931年（昭和6年）に高松松平伯爵家分家の松平胖の娘で廣橋眞光伯爵の養妹の誠子と結婚。同年に李徳恵も宗武志伯爵と結婚している。しかし李徳恵は不眠症を患っていて神経衰弱気味であり、結婚の前年には早期性痴呆症の診断も受けていた。

### 王公族制度廃止後
日本から大韓民国が独立した後、李垠・方子夫妻は、韓国への帰国を希望したものの、韓国の李承晩政権は旧王家で親日的な李垠一家を冷たくあしらい、受け入れを拒否したため、無国籍者となったうえ、李王朝時代から所有してきた財産もすべて没収された。
夫妻が韓国に帰国できたのは朴正煕政権が成立した1963年（昭和38年）のことであり、その時に韓国籍を取得した。1970年（昭和45年）に李垠が死去した後も方子は韓国に残り、明暉園や慈恵院といった障害者施設を設立するなど韓国の社会福祉に貢献して韓国で高い評価を得た。
李垠・方子夫妻の次男李玖（り・く、イ・ク）は、戦後に王世子の称号を失った後、アメリカ合衆国のマサチューセッツ工科大学に留学して建築学を学び、1958年（昭和33年）、ヨーロッパ系アメリカ人女性のジュリア・マロックと結婚してアメリカに帰化した。1963年（昭和38年）、韓国に帰国して実業家になったが、経営していた新韓航空が1979年（昭和54年）に倒産、1982年（昭和57年）にはジュリア夫人とも離婚した。離婚後は再度日本に渡ったが、2005年（平成17年）7月16日、心臓麻痺のため、赤坂プリンスホテル（旧李王邸）にて死去した。
李玖には嗣子が無かったため、李堈公（高宗の五男）の九男李鉀の長男李源が養子になり、現在まで当主となっている。ただし複数ある李氏の末裔による団体それぞれが、李堈の孫である李源と李堈の十男で歌手として知られる李錫を当主として承認しており、係争中となっている。
なお李堈公の長男で李堈から公の称号を継承した李鍵は戦後に改めて日本に帰化して桃山虔一となっていたため跡を継がなかった。彼の妻の誠子も桃山佳子となったが、経済的苦境で1951年に離婚している。李徳恵も神経衰弱がますますひどくなり、1946年（昭和21年）に都立松沢病院に入院し、1955年（昭和30年）に精神的疲労などで宗武志と離婚、1962年（昭和37年）に韓国に帰国し、1989年に方子が暮らしていた昌徳宮楽善斎で死去した。

## 歴代当主

### 朝鮮国王
| 代 | 肖像 | 廟号                                  | 名前 生没年                                                                   | 在位期間                        | 続柄                                              | 備考         |
| -- | ---- | ------------------------------------- | ----------------------------------------------------------------------------- | ------------------------------- | ------------------------------------------------- | ------------ |
| 1  |      | 太祖（태조）                          | 李成桂（이성계）→李旦（이단） (1335年10月27日–1408年6月18日)                  | 1392年8月5日 - 1398年10月14日   |                                                   |              |
| 2  |      | 定宗（정종）                          | 李芳果（이방과）→李曔（이경） (1357年7月18日–1419年10月15日)                  | 1398年10月14日 - 1400年11月28日 | 先代の次男                                        |              |
| 3  |      | 太宗（태종）                          | 李芳遠（이방원） (1367年6月13日–1422年5月30日)                                | 1400年11月29日 - 1418年9月9日   | 先代の弟 (太祖五男)                               |              |
| 4  |      | 世宗（세종）                          | 李祹（이도） (1397年5月15日–1450年4月8日)                                     | 1418年9月19日 - 1450年4月8日    | 先代の三男                                        |              |
| 5  |      | 文宗（문종）                          | 李珦（이향） (1414年11月15日–1452年6月1日)                                    | 1450年4月4日 - 1452年6月1日     | 先代の長男                                        |              |
| 6  |      | 端宗（단종）                          | 李弘暐（이홍위） (1441年8月9日–1457年11月11日)                                | 1452年5月14日 - 1455年6月11日   | 先代の長男                                        |              |
| 7  |      | 世祖（세조）                          | 李瑈（이유） (1417年11月2日–1468年9月23日)                                    | 1455年7月25日 - 1468年9月7日    | 先代の叔父 (世宗次男)                             |              |
| 8  |      | 睿宗（예종）                          | 李晄（이황） (1450年2月12日–1469年12月31日)                                   | 1468年9月7日 - 1469年12月31日   | 先代の次男                                        |              |
| 9  |      | 成宗（성종）                          | 李娎（이혈） (1457年8月19日–1495年1月20日)                                    | 1469年12月31日 - 1495年1月20日  | 先代の甥 (世祖長男懿敬世子次男)                   |              |
| 10 |      | 燕山君（연산군） (廃位により廟号無し) | 李㦕（이융） (1476年11月23日–1506年11月20日)                                  | 1495年1月20日 - 1506年9月18日   | 先代の長男                                        |              |
| 11 |      | 中宗（중종）                          | 李懌（이역） (1488年4月16日–1544年11月29日)                                   | 1506年9月18日 - 1544年11月28日  | 先代の弟 (成宗次男)                               |              |
| 12 |      | 仁宗（인종）                          | 李峼（이호） (1515年3月10日–1545年8月8日)                                     | 1544年11月28日 - 1545年8月8日   | 先代の長男                                        |              |
| 13 |      | 明宗（명종）                          | 李峘（이환） (1534年7月3日–1567年8月3日)                                      | 1545年8月8日 - 1567年8月3日     | 先代の弟 (中宗次男)                               |              |
| 14 |      | 宣祖（선조）                          | 李鈞→李昖（이연） (1552年12月26日–1608年3月17日)                              | 1567年8月7日 - 1608年3月17日    | 先代の甥 中宗三男徳興大院君三男                   |              |
| 15 |      | 光海君（광해군） (廃位により廟号無し) | 李琿（이혼） (1575年6月4日–1641年8月7日)                                      | 1608年3月17日 - 1623年4月12日   | 先代の次男                                        |              |
| 16 |      | 仁祖（인조）                          | 李倧（이종） (1595年12月7日–1649年6月17日)                                    | 1623年4月12日 - 1649年6月17日   | 先代の甥 (宣祖の五男定遠君長男)                   |              |
| 17 |      | 孝宗（효종）                          | 李淏（이호） (1619年7月3日–1659年6月23日)                                     | 1649年6月17日 - 1659年6月23日   | 先代の次男                                        |              |
| 18 |      | 顕宗（현종）                          | 李棩（이연） (1641年3月15日–1674年9月17日)                                    | 1659年6月23日 - 1674年9月17日   | 先代の長男                                        |              |
| 19 |      | 粛宗（숙종）                          | 李焞（이순） (1661年9月8日–1720年7月13日)                                     | 1674年9月22日 - 1720年7月13日   | 先代の長男                                        |              |
| 20 |      | 景宗（경종）                          | 李昀（이윤） (1688年11月20日–1724年10月11日)                                  | 1720年7月21日 - 1724年10月11日  | 先代の長男                                        |              |
| 21 |      | 英祖（영조）                          | 李昑（이금） (1694年10月31日–1776年4月22日)                                   | 1724年10月16日 - 1776年4月22日  | 先代の弟 (粛宗次男)                               |              |
| 22 |      | 正祖（정조）                          | 李祘（이산） (1752年10月28日–1800年8月18日)                                   | 1776年4月17日 - 1800年8月18日   | 先代の孫 (英宗次男荘献世子次男)                   |              |
| 23 |      | 純祖（순조）                          | 李玜（이공） (1790年7月29日–1834年12月13日)                                   | 1800年8月18日 - 1834年12月13日  | 先代の次男                                        |              |
| 24 |      | 憲宗（헌종）                          | 李烉（이환） (1827年9月8日–1849年7月25日)                                     | 1834年12月13日 - 1849年7月25日  | 先代の孫 (純祖長男孝明世子長男)                   |              |
| 25 |      | 哲宗（철종）                          | 李昪（이변） (1831年7月25日–1864年1月16日)                                    | 1849年7月28日 - 1864年1月16日   | 先代の分流 (英宗次男荘献世子曽孫)                 |              |
| 26 |      | 高宗（고종）                          | 李命福（이명복） →李載晃（이재황） →李㷩（이형） (1852年9月8日–1919年2月21日) | 1863年12月13日 - 1897年10月12日 | 先代の分流 (仁祖三男麟坪大君七世孫興宣大院君次男) | 初代韓国皇帝 |

### 韓国皇帝
| 代 | 肖像 | 廟号         | 名前 生没年                                | 在位期間                       | 続柄       | 備考         |
| -- | ---- | ------------ | ------------------------------------------ | ------------------------------ | ---------- | ------------ |
| 26 |      | 高宗（고종） | 李㷩（이형） (1852年9月8日–1919年2月21日)  | 1897年10月12日 - 1907年7月20日 |            | 26代朝鮮国王 |
| 27 |      | 純宗（순종） | 李坧（이척） (1874年3月25日–1926年4月24日) | 1907年7月20日 - 1910年8月29日  | 先代の長男 |              |

### 日本の李王・李太王
| 代 | 肖像 | 称号         | 名前 生没年                                | 在位期間                      | 続柄                | 備考           |
| -- | ---- | ------------ | ------------------------------------------ | ----------------------------- | ------------------- | -------------- |
| 26 |      | 徳寿宮李太王 | 李㷩（이형） (1852年9月8日–1919年2月21日)  | －                            |                     | 旧韓国皇帝高宗 |
| 27 |      | 昌徳宮李王   | 李坧（이척） (1874年3月25日–1926年4月24日) | 1910年8月29日 - 1926年4月24日 | 先代の長男          | 旧韓国皇帝純宗 |
| 28 |      | 昌徳宮李王   | 李垠（이은） (1897年10月20日–1970年5月1日) | 1926年4月24日 - 1947年5月3日  | 先代の弟 (高宗七男) | 旧韓国皇太子   |

### 全州李氏大同宗約院総裁
| 代 | 肖像 | 名前 生没年                                 | 在位期間                      | 続柄                                  | 備考                 |
| -- | ---- | ------------------------------------------- | ----------------------------- | ------------------------------------- | -------------------- |
| 28 |      | 李垠（이은） (1897年10月20日–1970年5月1日)  | 1966年7月29日 - 1970年5月1日  |                                       | 王公族廃止前は李王   |
| 29 |      | 李玖（이구） (1931年12月29日–2005年7月16日) | 1973年3月20日 - 2005年7月16日 | 先代の次男                            | 王公族廃止前は王世子 |
| 30 |      | 李源（이원） (1962年9月23日–)               | 2007年6月27日 - 現在          | 先代の分流 (高宗五男李堈九男李鉀長男) |                      |